# Ciprióta török nyelvjárás
A ciprióta török nyelvjárás a török nyelvnek Cipruson (annak északi felében, Észak-Cipruson) beszélt nyelvjárása.

## Története
Az Oszmán Birodalom Ciprus szigetét 1571-ben foglalta el. Az annexió után Anatóliából török telepesek érkeztek a szigetre. A ciprióta török nyelvjárás a dél-anatóliai török nyelvjárásokkal mutat szoros hasonlóságokat, legfőképpen a Taurus vidékének dialektusával. A ciprusi görögök közül is többen felvették az iszlám vallást, ugyanakkor nyelvükben és szokásaikban is eltörökösödtek (máshol, ahol török uralom alatt egyes görögök muszlimokká lettek, nem járt mindaz teljes asszimilációval).
A ciprióta török illetve ciprióta görög nyelvjárás egymásra kölcsönösen hatással volt, de érték hatások a ciprióta török nyelvjárást még a görög nyelv, majd az idők során az olasz és az angol nyelv részéről is.

## Különbségek a török nyelvtől
A török nyelv és a ciprióta török nyelvjárás között találunk egyebek mellett hangtani eltéréseket:
- Zöngétlen zárhangok változása, pl. t helyett d, vagy k helyett g: a török irodalmi kurt a ciprióta nyelvjárásban gurt (jelentése farkas)
- Az archaikus török ŋ (nj) jelenléte: pl. soñ (vég), mely törökül son
- Az első személyű többes szuffixum módosulása: z-ből k lesz, mint a ciprióta isterik (szeretnék) esetében. Ez törökül isteriz.'

### Mássalhangzók
|                          | Labiális mássalhangzók | Labiális mássalhangzók | Alveoláris mássalhangzók | Alveoláris mássalhangzók | Palatális mássalhangzók | Palatális mássalhangzók | Veláris mássalhangzók | Veláris mássalhangzók | Uvuláris mássalhangzók | Uvuláris mássalhangzók | Glottális | Glottális |
| ------------------------ | ---------------------- | ---------------------- | ------------------------ | ------------------------ | ----------------------- | ----------------------- | --------------------- | --------------------- | ---------------------- | ---------------------- | --------- | --------- |
| Zárhang                  | p                      | b                      | t̪                        | d̪                        |                         |                         | k                     | ɡ                     | q                      | ɢ                      |           |           |
| Affrikáta mássalhangzó   |                        |                        |                          |                          | tʃ                      | d͡ʒ                      |                       |                       |                        |                        |           |           |
| Réshang                  | f                      | v                      | s̟                        | z̟                        | ʃ                       |                         | x                     | ɣ                     |                        |                        | h         |           |
| nazális mássalhangzó     | m                      | m                      | n                        | n                        |                         |                         | ŋ                     | ŋ                     |                        |                        |           |           |
| Lengő mássalhangzó       |                        |                        | r                        | r                        |                         |                         |                       |                       |                        |                        |           |           |
| Oldalsó                  |                        |                        | l                        | l                        |                         |                         |                       |                       |                        |                        |           |           |
| Approximált mássalhangzó |                        |                        |                          |                          | j                       | j                       |                       |                       |                        |                        |           |           |

### Magánhangzók
|                  | elülső       | elülső           | középső      | középső          | hátsó        | hátsó |
| nem lekerekített | lekerekített | nem lekerekített | lekerekített | nem lekerekített | lekerekített |       |
| ---------------- | ------------ | ---------------- | ------------ | ---------------- | ------------ | ----- |
| magas            | i            | y (ü)            |              |                  | ɯ (ı)        | u     |
| közép            | e (ẹ)        | œ (ö)            |              |                  |              | o     |
| alsó             | æ (e)        |                  | ɑ̟            | ɑ̟                |              |       |

## Nyelvtan
A ciprióta török nyelvjárás szórendjében az ige megelőzi a tárgyat, míg a török nyelvben ennek fordítottja történik. Pl. Mész iskolába? ciprióta nyelvjárásban Gideceŋ okula? törökül Okula gidecek misin?
A ciprióta nyelvjárásban nincs a kérdést jelentő mi végződés. Pl. Édesanyád otthon van cipriótául Anneŋ evdedir? törökül Annen evde mi?
A ciprióta nyelvjárás harmadik személyű genni visszaható névmásával is elüt az irodalmi török nyelvtől. A törökben kendisini alakot mondanak.

## Beszélők
A Cipruson zajló 1974-es görög-török konfliktus során délen élő török ciprióták tömegével húzódtak a török fennhatósága alá került északra. Itt jött létre a csakis Törökország által elismert és támogatott Észak-Ciprus. A nemzetközi elismertség nélkül létező államalakulatnak mindössze 34%-a beszéli a helyi török nyelvjárást. Az utóbbi évtizedekben igen sok anatóliai török települt be Kis-Ázsiából a szigetre, ők képezik a lakosság zömét.

## Külső hivatkozások
- Kıbrıs Türkçesi - Cypriot Turkish Language
- Turkish Cypriot Idioms